# Knemidokoptes mutans
Knemidokoptes mutans är en spindeldjursart som beskrevs av Robin och Lanquentin 1859. Knemidokoptes mutans ingår i släktet Knemidokoptes och familjen Knemidokoptidae. Inga underarter finns listade i Catalogue of Life.